# Leopold Federmair

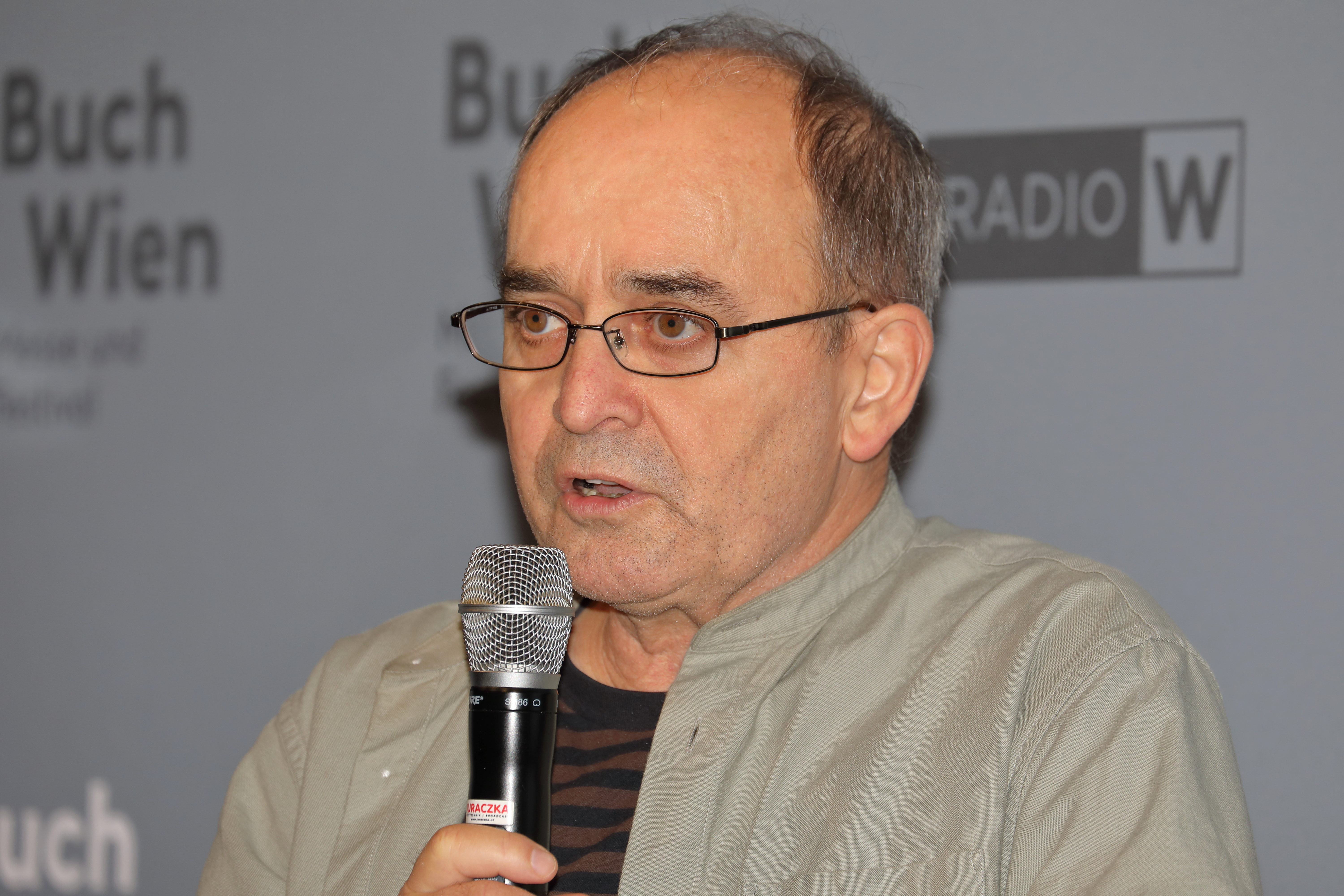
Leopold Federmair (2023)

Leopold Federmair (* 25. August 1957 in Wels in Oberösterreich) ist ein österreichischer Schriftsteller und literarischer Übersetzer.

## Leben
Leopold Federmair wuchs in Sattledt auf und studierte von 1975 bis 1985 Publizistik, Germanistik und Geschichte an der Universität Salzburg. 1985 wurde er mit einer Arbeit über Johann Christian Günther zum Doktor der Philosophie promoviert. Von 1985 bis 1993 wirkte er als Lektor für deutsche Sprache in Frankreich, Italien und Ungarn. Daneben bereiste er ab 1989 regelmäßig Lateinamerika. Von 1993 bis 1999 lebte Federmair als freier Schriftsteller in Wien, anschließend in Buenos Aires. Seit 2006 lebt Federmair in Hiroshima, ist verheiratet und hat eine Tochter.
Federmair ist Verfasser von Romanen und Essays; daneben übersetzt er aus dem Französischen, Spanischen und Italienischen. Auch Erfahrungen aus seinem Leben in Japan fließen in sein literarisches Werk ein. Neben persönlichen Beobachtungen finden sich Bezüge zur klassischen japanischen Literatur.
Federmair ist Mitglied der IG Autorinnen Autoren und der IG Übersetzerinnen Übersetzer. Er erhielt u. a. 1996 ein Arbeitsstipendium der Stadt Wien, 2005 das Adalbert-Stifter-Stipendium des Landes Oberösterreich, 2012 den Österreichischen Staatspreis für literarische Übersetzungen. Federmair nahm am Ingeborg-Bachmann-Wettbewerb 1997 und 2012 in Klagenfurt teil.

## Werke
- Die Leidenschaften der Seele Johann Christian Günthers, Stuttgart 1989.
- Die Gefahr des Rettenden, Wien 1992.
- Monument und Zufall, Klagenfurt 1994.
- Der Kopf denkt in Bildern, Klagenfurt [u. a.] 1996.
- Flucht und Erhebung, Klagenfurt [u. a.] 1997.
- Mexikanisches Triptychon, Wien 1998.
- Borges übersetzt Kafka, in Jorge Luis Borges zum Hundertsten. Akzente H. 4, August 1999, Hg. Michael Krüger. Carl Hanser, München ISBN 3-446-23219-2 ISSN 0002-3957 S. 340–356 des Jg.
- Das Exil der Träume, Wien 1999.
- Kleiner Wiener Walzer, Wien 2000.
- Die kleinste Größe, Wien 2001.
- Dreikönigsschnee 1723. edition selene, Wien 2003, ISBN 3-85266-201-X (ISBN 978-3-85266-201-5).
- Adalbert Stifter und die Freuden der Bigotterie, Otto Müller, Salzburg-Wien 2005, ISBN 978-3-7013-1095-1.
- Ein Fisch geht an Land, Salzburg [u. a.] 2006.
- Formen der Unruhe. Essays zur Literatur, Klever Verlag Wien 2008.
- Ein Büro in La Boca: Erzählungen, Otto Müller, Salzburg 2009 232 S.[4]
- Erinnerung an das, was wir nicht waren, Otto Müller, Salzburg, 2010.
- Buenos Aires, Wort und Fleisch. Essays, Klever, Wien, 2010.
- Die Ufer des Flusses, Otto Müller, Salzburg, 2012.
- Die Apfelbäume von Chaville. Annäherungen an Peter Handke, Jung und Jung, Salzburg 2012.
- Das rote Sofa, Otto Müller, Salzburg 2013.
- Die großen und die kleinen Brüder. Japanische Betrachtungen, Klever, Wien 2013.
- Wandlungen des Prinzen Genji. Otto Müller, Salzburg 2014, ISBN 978-3-7013-1222-1.
- Rosen brechen. Österreichische Erzählungen. Otto Müller, Salzburg 2016, ISBN 978-3-7013-1245-0.
- Tokyo. Fragmente. Otto Müller, Salzburg 2018, ISBN 978-3-7013-1264-1.
- Die lange Nacht der Illusion. Otto Müller, Salzburg 2020, ISBN 978-3-7013-1276-4.
- Parasiten des 21. Jahrhunderts. Essais aus beiden Welten. Otto Müller, Salzburg 2021, ISBN 978-3-7013-1289-4.
- Der unsichtbare Thron und andere Erzählungen. PalmArtPress, Berlin 2022, ISBN 978-3-96258-105-3.

## Herausgeberschaft
- Christian Loidl: Nachtanhaltspunkte, Wien 2005

## Übersetzungen
- José Emilio Pacheco: Der Tod in der Ferne. Salzburg und Wien 1992 [zusammen mit M. A. Rogel Alberdi]
- Marcel Béalu: Die Erfahrung der Nacht. Wien 1993
- Ricardo Piglia: Die abwesende Stadt. Köln 1994 [zusammen mit M. A. Rogel Alberdi]
- José Emilio Pacheco: Kämpfe in der Wüste. Salzburg und Wien 1995 [zus. m. M. A. Rogel Alberdi]
- Marcel Béalu: Erinnerungen aus dem Schatten. Wien 1995
- Michel Onfray: Die genießerische Vernunft. Zürich 1996
- Jacques Le Rider: Historismus und Moderne. Hugo von Hofmannsthal im Kontext der Kultur der Jahrhundertwende. Wien 1996
- Michel Meyer: Von der Frechheit. Versuch über Moral und Politik. Zürich 1997
- Jean-Christophe Valtat: Ex. Wien 1998
- Sibylle Lacan: Ein Vater. Wien 1999
- Michel Houellebecq: Ausweitung der Kampfzone. Berlin 1999
- Henri Thomas: Das Kino in der Scheune. Frankfurt/M. 1999
- François Emmanuel: Der Wert des Menschen. München 2000
- Ricardo Piglia: Brennender Zaster. Berlin 2001
- Leonardo Sciascia: Der Tod des Raymond Roussel. Salzburg und Paris 2002
- Francis Ponge: Malherbarium. Klagenfurt und Wien 2004
- José Emilio Pacheco: Rückkehr zu Sisyphos. Wien 2003 [zus. mit A. Rogel Alberdi]
- Rodolfo Walsh: Diese Frau und zwei andere Erzählungen. Salzburg, Paris 2004
- Gerhard Kofler: Notizbuch über New York aus der Entfernung. Klagenfurt 2007
- Michel Deguy: Gegebend. Wien und Bozen 2008
- Ignazio Buttitta: Drei Gedichte. Mit einem Vorwort von Pier Paolo Pasolini. Salzburg und Paris 2010
- Ricardo Piglia: Der letzte Leser. Wien 2010
- Henri Thomas: Der Meineid. Wien 2012
- Ryū Murakami: Das Casting. Wien 2013 [zusammen mit Motoko Yajin]
- Jean-Patrick Manchette: Portrait in Noir. Berlin 2014